# ヘテロヒウス
ヘテロヒウス (Heterohyus) は新生代古第三紀始新世に生息していた化石哺乳類である。哺乳綱 - キモレステス目に属する。

## 特徴
頭胴長約13cm、尾長約18cmと、幻獣科（アパテミス科）としては小柄となる。頭部は身体に比して大きい。吻部には、幻獣科の特徴である典型的な上下に大型の切歯を持つが、同時にこれは初期真獣類に典型的な食虫類的な形態から特殊化が進んでいる事を示している。前肢端の指は長く、先端に鉤爪を持っている。この爪で、樹皮や幹の穴にいる昆虫を引き出し、食べていたものと推測されている。樹上生活者であったが、長い尾はものを掴むことができなかったとされる。

## 分布
ドイツのメッセル採掘場など、ヨーロッパから化石が見つかっている。